# Detinha
Maria Deusdete Lima Cunha Rodrigues (Cariús, 25 de janeiro de 1979), mais conhecida como Detinha, é uma política brasileira filiada ao Partido Liberal (PL). É graduada em Serviço Social, presidente estadual do PL-Mulher e casada com Josimar Maranhãozinho, deputado federal eleito pelo Maranhão.

## Carreira política
Em 2005, iniciou sua trajetória política quando assumiu a Secretaria de Assistência Social do município de Maranhãozinho.[carece de fontes?]
Em 2008, foi eleita prefeita de Centro do Guilherme com 52% dos votos. Em 2012, disputou a reeleição, sendo reeleita como prefeita do referido município com 82% dos votos válidos.[carece de fontes?]
Nas eleições de 2018 foi eleita deputada estadual do Maranhão, a mais votada, com o total de 88.402 votos.

## Controvérsias

### Impunidade a políticos acusados de assassinato
Em 10 de abril de 2024, ela foi uma das deputadas federais que votou no plenário da Câmara dos Deputados em favor da soltura do deputado Chiquinho Brazão que é acusado pela Polícia Federal de ser mandante do assassinato da ex-vereadora carioca Marielle Franco e, também, de possuir vínculos com organizações criminosas milicianas do Rio de Janeiro.

## Desempenho eleitoral
| Ano  | Eleição                                | Cargo             | Partido | Nº    | Coligação                                                                        | Vice/Suplentes          | Votos           | Resultado |
| ---- | -------------------------------------- | ----------------- | ------- | ----- | -------------------------------------------------------------------------------- | ----------------------- | --------------- | --------- |
| 2008 | Municipal de Centro do Guilherme       | Prefeita          | PR      | 22    | Sem coligação                                                                    | Junior Chico Pedro (PR) | 2.293 (53,04%)  | Eleita    |
| 2012 | Municipal de Centro do Guilherme       | Prefeita          | PR      | 22    | Unidos pelo Centro do Guilherme (PR / PP / PTB / PMDB / DEM / PSDC / PSDB / PSD) | Junior Chico Pedro (PR) | 3.900 (80,95%)  | Eleita    |
| 2018 | Eleições estaduais no Maranhão em 2018 | Deputada Estadual | PR      | 22000 | Todos pelo Maranhão 3 ( PDT / PCdoB / PSB / PRB / PR / DEM / PP / PTC / Avante)  |                         | 88.402 (2,72%)  | Eleita    |
| 2022 | Eleições estaduais no Maranhão em 2022 | Deputada Federal  | PL      | 2233  | Sem coligação                                                                    |                         | 161.206 (4,34%) | Eleita    |